# Passaporto siriano
Il passaporto siriano (in arabo جواز سفر الجمهورية العربية السورية‎?, Jawāz Safar al-Jumhūriyyah al-ʿArabiyyah al-Sūriyya) è un documento di riconoscimento, rilasciato ai cittadini siriani, necessario per effettuare viaggi all'estero.
È rilasciato dal Direttorato dell'immigrazione e dei passaporti. Può essere rilasciato anche per conto del direttorato presso varie missioni diplomatiche siriane all'estero.

## Requisiti di emissione
Viene rilasciato ai cittadini per la durata di 6 anni e l'emissione richiede la carta d'identità per i maggiori di 16 anni o del certificato di nascita per i minori di quest'ultima età.

## Potere del passaporto

Stati e territori con ingresso senza visto o con visto all'arrivo per i titolari di passaporti ordinari siriani

Il passaporto siriano consente ai cittadini di visitare 27 stati senza visto o con visti all'arrivo. Classificato al 101º posto secondo l'Henley Passport Index, è il secondo passaporto meno potente al mondo in termini di libertà di viaggio, superato solo dal passaporto afgano.

## Caratteristiche

### Informazioni di identità
I passaporti siriani includono i seguenti dati nella pagina delle informazioni:
- Foto del titolare del passaporto
- Tipo ("PN" per passaporti ordinari, "PD" per passaporti diplomatici, "PL" per passaporti speciali, "PS" per passaporti di servizio)
- Codice Paese (SYR)
- Numero del passaporto
- Nome e cognome del titolare
- Data di nascita (GG/MM/AAAA)
- Sesso
- Luogo di nascita (per chi è nato in Siria viene indicato solo il nome del governatorato di nascita, per chi è nato fuori Siria viene indicato solo il Paese di nascita)
- Nome del padre e nome della madre
- Numero della carta d’identità nazionale del titolare (scritto sotto la foto)
- Data di scadenza (GG/MM/AAAA)
- Luogo di emissione (per i passaporti emessi in Siria viene indicato il nome del governatorato seguito da un numero che specifica il centro all’interno del governatorato, per i passaporti emessi fuori Siria viene indicato solo il Paese di emissione)
- Data di emissione (GG/MM/AAAA)

La pagina delle informazioni termina con la zona leggibile a macchina (machine readable zone).
Gli elementi sono identificati da testi in arabo e in inglese (es. "تاريخ الولادة / Date of birth").

## Galleria

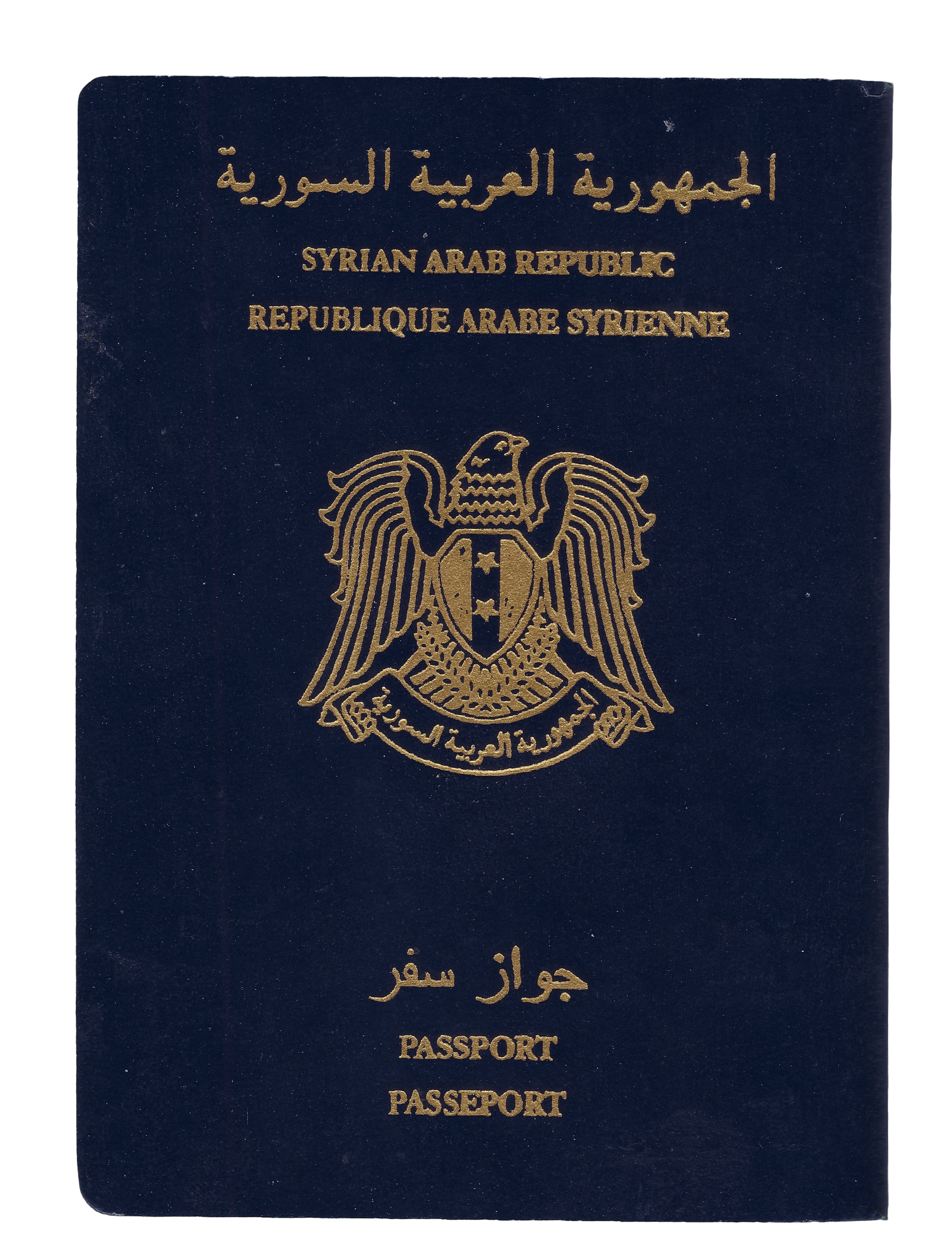
Copertina frontale di un passaporto ordinario non biometrico emesso fino al 2023.
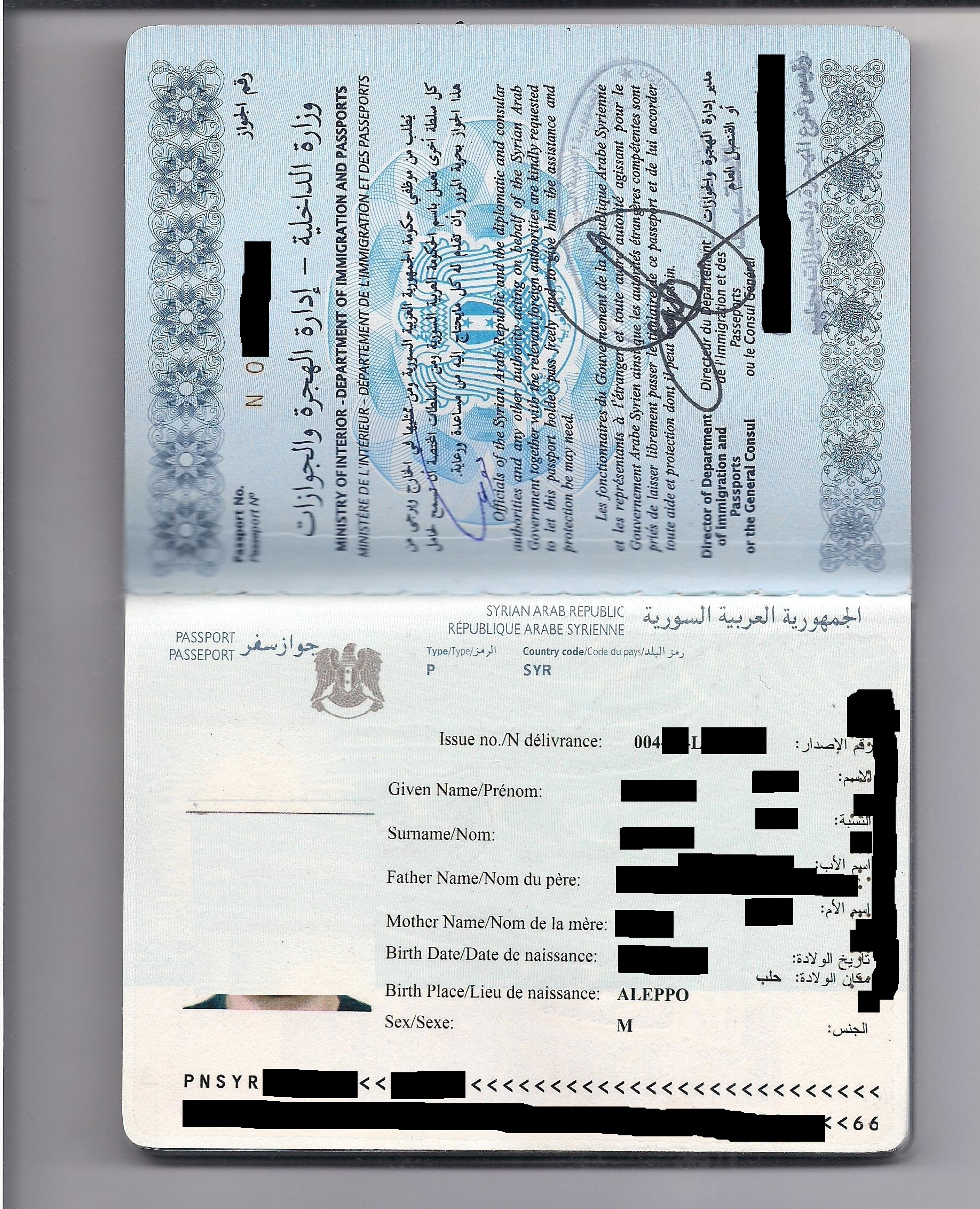
Interno della copertina frontale e prima pagina di un passaporto ordinario non biometrico emesso fino al 2023.